# アブドゥーグ
アブドゥーグは、ウォッカをベースとするカクテルであり、冷たいタイプのロングドリンク（ロングカクテル）に分類される。さっぱりとしたヨーグルトの味わいが特徴。

## 概要
イラン生まれのカクテル。パーレビ朝の時代に飲まれていたとされる。ペルシャ語でアブは「水」、ドゥーグは「ヨーグルト」の意味。無色透明なウォッカを水に見立てている。その名の通りヨーグルトが使用されるため、さっぱりとした清涼感がある。甘味となる材料は使わないが、食塩が味を引き締めるため、甘みにも似た食塩とウォッカのうまみが感じられる。

## 標準的なレシピ
- ウォッカ - 30ml
- プレーン・ヨーグルト - 60ml
- 食塩 - 少量（ひとつまみから小さじ1/2程度）
- 炭酸水 - 適量

### 作り方
ミキシング・グラスで、ウォッカ、プレーンヨーグルト、食塩をステアする。よく混ざったら、氷を入れたゴブレット（容量300ml程度）に注ぐ。あとは、よく冷やした炭酸水でグラスを満たし、軽くステアすれば完成である。

### 備考
- ヨーグルトは混ざりにくいため念入りにステアする必要がある。
- 炭酸水の量を少なくするとまろやかな味わいに、逆に炭酸水の量を多くすると辛みと酸味が増す。
- ミキシング・グラスを使わず、ゴブレットに直接作る（ビルドで作る）、簡略法で作られることもある[1]。この場合、炭酸水以外をゴブレットの中でよくステアして、その後、炭酸水を注ぐ。

## 主な参考文献
- オキ・シロー 『カクテル・コレクション』 ナツメ社 1990年3月24日発行 ISBN 4-8163-0857-1
- 花崎 一夫 監修 『自分でつくる おいしいカクテル』 永岡書店 2000年9月10日発行 ISBN 4-522-41081-6